# Budezonid
Budezonid (łac. Budesonidum) – syntetyczny kortykosteryd o bardzo silnym miejscowym działaniu przeciwalergicznym i przeciwzapalnym. Jest mieszaniną dwóch diastereoizomerów: 22R i 22S. Budezonid 22R charakteryzuje się większą lipofilnością, ma 2-krotnie większą objętość dystrybucji i 2-krotnie większy klirens osoczowy. Wykazuje silniejsze działanie przeciwzapalne. Budezonid jest metabolizowany w wątrobie do metabolitów o małej aktywności z udziałem izoenzymu CYP3A4 cytochromu P450.

## Mechanizm działania
Wpływa objawowo na rozwój zapalenia nie działając na przyczynę.
Zmniejsza gromadzenie leukocytów i ich adhezję do śródbłonka, hamuje proces fagocytozy i rozpad lizosomów. Zmniejsza liczbę limfocytów, eozynofili, monocytów. Blokuje wydzielanie histaminy i leukotrienów zależne od IgE. Hamuje syntezę i uwalnianie cytokin: interferonu gamma, interleukin IL-1, IL-2, IL-3, IL-6, TNF-α, GM-CSF.
Hamuje aktywność fosfolipazy A2 – nie dopuszcza do uwalniania kwasu arachidonowego, a w konsekwencji do syntezy mediatorów zapalenia.
Hamuje przepuszczalność naczyń kapilarnych, zmniejsza obrzęk.
Powoduje zmniejszenie skurczu oskrzeli i reaktywności oskrzeli na histaminę i metacholinę u osób nadwrażliwych.

## Wskazania
Wziewnie:
- profilaktyka i leczenie zaostrzeń astmy oskrzelowej i przewlekłej obturacyjnej choroby płuc

Donosowo:
- katar sienny
- naczynioruchowy nieżyt nosa
- sarkoidoza
- polipy nosa
- zwiększona oporność na β-mimetyki
- obrzęk płuc wywołany działaniem chloru, fosgenu i in.

Doustnie:
- choroba Leśniowskiego-Crohna o łagodnym i umiarkowanym nasileniu
- wrzodziejące zapalenie jelita grubego

## Przeciwwskazania
- nadwrażliwość na lek
- stan astmatyczny
- zakażenia bakteryjne, wirusowe, grzybicze przewodu pokarmowego
- równoległe stosowanie doustnego budezonidu i inhibitorów izoenzymu CYP3A cytochromu P450 np. ketokonazol, sok grejpfrutowy

Ostrożnie:
- gruźlica
- nadciśnienie tętnicze
- cukrzyca
- osteoporoza
- choroba wrzodowa
- psychozy
- niewydolność serca
- jaskra
- zaćma
- niedawno wykonane zabiegi zespoleń jelitowych
- dodatni wywiad rodzinny w kierunku cukrzycy lub jaskry
- chrypka

## Działania niepożądane
Wziewnie:
- pieczenie błony śluzowej nosa lub gardła
- chrypka
- kandydoza jamy ustnej i gardła
- krwawienie z nosa
- skurcz oskrzeli
- osutka
- pokrzywka
- obrzęk naczynioruchowy
- niepokój
- zaburzenia depresyjne
- nadpobudliwość nerwowa
- zaburzenia zachowania
- zaburzenie czynności nadnerczy

Doustnie:
- kołatanie serca
- zahamowanie wydzielania ACTH i kortyzolu
- zespół Cushinga
- dyspepsja
- osutka
- pokrzywka
- skurcze mięśni
- drżenia
- zaburzenia ostrości wzroku
- upośledzenie odporności na zakażenia
- zaburzenia miesiączkowania
- obrzęki
- nadciśnienie tętnicze
- zaniki skóry
- upośledzenie gojenia się ran
- hipokaliemia
- retencja sodu
- zwiększona glukoneogeneza
- osteoporoza
- zanik mięśni
- opóźnienie wzrostu u dzieci
- zaburzenia gospodarki węglowodanowej
- uczynnienie zakażeń
- zaostrzenie zaburzeń psychicznych
- jaskra
- zaćma
- wzmożone ciśnienie śródczaszkowe

## Preparaty
Preparaty dostępne w Polsce (2020); wszystkie na receptę
Preparaty proste: BDS N, Benodil, Budelin Novolizer, Budenofalk, Budesonide, Budezonid, Budiair, Budixon Neb, Cortiment MMX, Entocort, Miflonide Breezhaler, Nebbud, Pulmicort, Pulmicort Turbuhaler, Ribuspir, Tafen
Preparaty złożone: Airbufo Forspiro, 	Bufomix Easyhaler, DuoResp Spiromax, Symbicort, Symbicort Turbuhaler (budezonid + formoterol)